# Folkstudio
Il Folkstudio è stato un locale di musica romano.

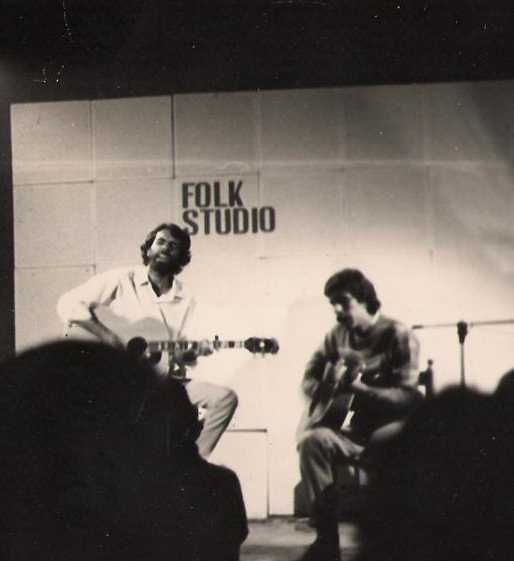
Folkstudio 1983, Tommy & Marco

## Storia del locale
Il locale nacque nel 1960 in una cantina in Via Garibaldi 58, nel rione romano di Trastevere: inizialmente era lo studio del pittore e musicista afroamericano Harold Bradley, nel quale si riunivano altri artisti, pittori e musicisti. Per evitare problemi legati al disturbo della quiete pubblica, fu quindi creato come "circolo culturale" e si trasformò in un vero e proprio locale per ascoltare musica, prevalentemente rivolto alla musica americana.
Nel 1962 si esibì nel locale anche uno sconosciuto Bob Dylan, di passaggio a Roma (per poi recarsi a Perugia dalla sua fidanzata dell'epoca, Suze Rotolo), nella sua prima esibizione italiana.
Secondo Giancarlo Cesaroni, che era presente, "quella sera in sala, mentre si esibiva quel ventunenne sconosciuto, non c'erano più di quindici persone".

Così ha raccontato Dario Salvatori l'episodio: 
Nella seconda metà degli anni '60 nacque anche un gruppo, i The Folkstudio Singers, fondato da Eddie Hawkins, che partendo dal locale divenne in breve tempo uno dei più importanti gruppi gospel italiani (incidendo per la PCC e partecipando anche al Festival delle rose 1967).
Nel 1967 Bradley tornò in America, e la direzione del locale passò al chimico Giancarlo Cesaroni (il simbolo del locale, una mano bianca che stringe una nera, stava a rappresentare proprio il passaggio del testimone da Bradley a Cesaroni): con la nuova gestione il locale intensificò la presentazione di nuove proposte musicali, curando anche i rapporti con la stampa e l'informazione creando, cosa da non trascurare, una propria etichetta discografica negli anni '70, la "Folkstudio", con cui hanno debuttato artisti come Corrado Sannucci e Mimmo Locasciulli.
I generi musicali trattati andavano dalla musica popolare (inizialmente gospel e spiritual e quindi musica sudamericana, irlandese e africana), al jazz, alla canzone d'autore.
Vi hanno suonato ai loro esordi gruppi come Grosso Autunno, Acustica Medievale, i Roisin Dubh, Il Canzoniere Piceno Popularia e Stradaperta, il jazzista Mario Schiano, il chitarrista Gualtiero Cesarini, i cantautori Antonello Venditti, Francesco De Gregori, Giorgio Lo Cascio, Ernesto Bassignano, Edoardo De Angelis, Renzo Zenobi, Stefano Rosso, Luigi Grechi, Tullio Rapone, Luciano Ceri, Mimmo Locasciulli, Sergio Caputo, Grazia Di Michele, Rino Gaetano, Antonio Infantino e i Tarantolati di Tricarico, Giovanna Marinuzzi, Stefano Rossi Crespi, Mario Bonura, Paolo Gatti, Michele Ascolese, Corrado Sannucci, Gianni Togni, Massimiliano D'Ambrosio, Matteo Salvatore, Pippo Franco, Tony Santagata oltre a molti altri.
Nel jazz il Folk studio ha ospitato quasi tutti i protagonisti del Jazz Italiano dell'epoca: li citiamo qui in ordine sparso senza priorità... in attesa che singoli apporti non tralascino i dovuti riconoscimenti ai tanti che avevano partecipato a quegli anni magici: Massimo Urbani, Amedeo Tommasi, Marcello Rosa, Gil Cuppini, Bruno Biriaco, Cicci Santucci, Gegè Munari, A.Golino, Enrico Pierannunzi, Roberto Podio, Jimmy Fontana, Steve Lacy, Toto Torquati, Franco D'Andrea, Franco Cerri, Vittorio Camardese, Giancarlo Schiaffini, Tullio De Piscopo, Mario Schiano, Aldo Josue, Albertino Radius, Sandro Minnetti, Urso Alessio, Nicoletta Costantino, Anna Casalino, Donatella Luttazzi, Antenore Tecardi, Franco Capanna, Bruno Carli, Leo di Sanfelice, Carla Marcotulli, Dario Rosciglione, Paolo Petrozziello, William Antonini, Marcello Melis, Maurizio Giammarco, Puccio Sboto e tanti altri.
Insieme alla Marinuzzi si esibì spesso anche il cantautore brasiliano Irio De Paula; importante fu inoltre la partecipazione assidua della grande interprete di musica popolare italiana Giovanna Marini.
Ai loro esordi nel locale, De Gregori, Venditti, Bassignano e Lo Cascio formarono un gruppo, chiamandolo proprio I Giovani del Folkstudio; la collaborazione tra Venditti e De Gregori (che li porterà poi all'incisione di Theorius Campus) nasce proprio al Folkstudio.
Negli anni novanta vi esordirono altri giovani tra cui il compositore di colonne sonore Stefano Lentini.
L'attività del locale, si spostò in seguito nella libreria "L'uscita", poi in via Gaetano Sacchi, ed è continuata infine nella sede di via Frangipane (vicino al Colosseo) fino al 1998. Dopo la scomparsa di Giancarlo Cesaroni, avvenuta il 29 gennaio 1998, l'Associazione Folkstudio '88 ha donato il materiale di archivio (locandine, fotografie, audiocassette e nastri con alcuni dei concerti registrati) alla Discoteca di Stato.

## Dischi registrati dal vivo al Folkstudio
- 1973: Opera buffa di Francesco Guccini
- 1976: Jazz Al Folkstudio di Folk Magic Band
- 1990: Musica Leggera di Francesco De Gregori (solo il brano Natale)
- 1990: Niente da capire di Francesco De Gregori (solo il brano Due zingari)
- 1993: Live at the Folk Studio di Stefano Rosso

## Omaggi
Nel 1973 Antonello Venditti ha citato il Folkstudio nel testo della canzone Dove, contenuta nell'album L'orso bruno ("Il Folkstudio si è spostato sul pop").
Nel 1974 Francesco De Gregori ha raccontato il Folkstudio nella sua canzone Arlecchino, contenuta nell'album Francesco De Gregori ("Fiori falsi e sogni veri nella friggitoria chantant" è il Folkstudio agli inizi, dove non era importante neanche mangiare, bastava sorridersi, bastava comunicare, e c'è questo Arlecchino su un filo e la gente vuole vedere cosa fa, e Arlecchino non sono necessariamente io, ma i tipi come me in genere, a cui danno dei soldi in cambio delle sue acrobazie: "Quanti soldi ti hanno dato? La mia cella è un po' più in alto e mi pagano di più", però alla fine questo Arlecchino si fa i fatti suoi, indipendentemente da quanto sia grande la stanza, da quanto lo pagano, vola senza filo e uno deve arrivare a volare senza filo).
Nel 2000, Claudio Lolli ha inserito nel suo album Dalla parte del torto la canzone Folkstudio, tributo allo storico locale romano.
Nel 2012 il Comune di Roma ha collocato una targa commemorativa del Folkstudio in via Garibaldi, luogo della prima sede del locale.